# Daïra de Seggana
La daïra de Seggana est une daïra d'Algérie située dans la wilaya de Batna et dont le chef-lieu est la ville éponyme de Seggana.

## Localisation
La daïra est située au sud de la wilaya de Batna.

## Communes
La daïra est composéé de deux communes : Seggana et Tilatou.